# Daniel Díaz Maynard
Daniel Díaz Maynard (* 12. Oktober 1933; † 22. März 2007) war ein uruguayischer Politiker.
Der promovierte Díaz Maynard, der von Beruf Rechtsanwalt war, hatte als Repräsentant des Departamentos Montevideo in der 43., 44. und 45. Legislaturperiode (LP) durchgehend vom 15. Februar 1990 bis zum 14. Februar 2005 ein Titularmandant als Abgeordneter in der Cámara de Representantes inne. Dabei saß er in der 43. Legislaturperiode für die Partido Por el Gobierno del Pueblo als gewählter Vertreter der Nuevo Espacio, in der 44. für die Frente Amplio und innerhalb dieser für die Lista 77 sowie in der 45. für das Bündnis Partido Encuentro Progresista/Frente Amplio in der Abgeordnetenkammer. Im letztgenannten Wahlabschnitt war er als Vertreter der Lista 738 gewählt worden. 1998 übte er das Amt des Dritten Vizepräsidenten der Kammer aus. Auch war er 1995 Interimspräsident der Encuentro Progresista und gehörte zum Beraterteam von Tabaré Vázquez im Themengebiet "Öffentliche Sicherheit". Díaz Maynard, der mit Anita Pintos de Díaz verheiratet war und sieben Kinder hatte, verstarb im Alter von 73 Jahren.

## Zeitraum seiner Parlamentszugehörigkeit
- 15. Februar 1990 bis 14. Februar 1995 (Cámara de Representantes, 43. Legislaturperiode (LP))
- 15. Februar 1995 bis 14. Februar 2000 (Cámara de Representantes, 44. LP)
- 15. Februar 2000 bis 14. Februar 2005 (Cámara de Representantes, 45. LP)